# Associação Portuguesa de Escritores
A Associação Portuguesa de Escritores (APE) MHIH • MHL é uma organização portuguesa fundada em 1973.

## História
Na sequência de uma assembleia-geral de escritores realizada em 1970 na Casa do Alentejo, em Lisboa, foi eleita uma comissão promotora da qual faziam parte, entre outros, José Carlos Ary dos Santos, Fernando Assis Pacheco, Óscar Lopes, Vergílio Ferreira, Sophia de Mello Breyner Andresen, Fernando Namora e Matilde Rosa Araújo. O governo de então, chefiado por Marcelo Caetano, proibiu que a instituição utilizasse na sua designação o nome "Sociedade" para que não houvesse qualquer ligação à entretanto extinta Sociedade Portuguesa de Escritores (SPE).
Em 1972, resolvidos alguns problemas burocráticos, o ministro da Educação Nacional, José Veiga Simão, homologou a criação da APE, cuja escritura foi assinada a 13 de Abril de 1973. Sophia de Mello Breyner Andresen ficou como presidente da Assembleia-Geral, José Gomes Ferreira como presidente da Direcção e Faure da Rosa como presidente do Conselho Fiscal. A associação abriu delegações no Porto e em Coimbra.
Em 1979, a APE criou os Prémios Revelação para ficção, poesia e ensaio. Três anos mais tarde, nasceu o Grande Prémio de Romance e Novela da APE, que se tornou no mais importante galardão literário português. Entre os autores distinguidos destacam-se nomes como José Cardoso Pires, o primeiro premiado, Agustina Bessa-Luís, Mário Cláudio, António Lobo Antunes, David Mourão Ferreira, Vergílio Ferreira, Maria Gabriela Llansol, Teolinda Gersão, João de Melo, Lídia Jorge e José Saramago.
A 5 de Abril de 1984 foi feita Membro-Honorário da Ordem do Infante D. Henrique e a 8 de Novembro de 1990 foi feita Membro-Honorário da Ordem da Liberdade.

## Grandes Prémios
Na década de 1990, a APE optou por criar Grandes Prémios como:
- Grande Prémio de Poesia que já teve por vencedores Eugénio de Andrade, Natália Correia, Nuno Júdice e Ana Luísa Amaral, entre outros;
- Grande Prémio de Crónica atribuído a Maria Judite de Carvalho, Manuel Poppe, etc.;
- Grande Prémio de Ensaio recebido por Paula Morão, Rosa Maria Goulart, etc.;
- Grande Prémio do Conto (ou Grande Prémio de Conto Camilo Castelo Branco) que já foi atribuído a autores como Mário de Carvalho,[2] Maria Velho da Costa,[2] Manuel Jorge Marmelo[2] ou Ondjaki.[2]
- Grande Prémio Vida Literária atribuído a José Saramago, Maria Velho da Costa, etc.
- Grande Prémio de Teatro da APE/Ministério da Cultura
- Grande Prémio de Romance e Novela
- Grande Prémio de Literatura de Viagens Maria Ondina Braga atribuído a António Mega Ferreira em 2022.[3]